# Orion (nave espacial)
Orion (Orion Multi-Purpose Crew Vehicle (MPCV))  é uma nave espacial desenvolvida pela NASA para exploração humana do espaço profundo, construída para transportar astronautas à Lua, a Marte e a  asteróides.
A espaçonave é baseada no antigo Orion Crew Exploration Vehicle, do cancelado Programa Constellation. Dividida em duas partes, o  módulo de comando foi construído pela Lockheed Martin e o módulo de serviço, fornecido pela ESA, pela Airbus Defence and Space.
O primeiro teste não-tripulado da Orion foi realizado com sucesso em 5 de dezembro de 2014. Estavam previstos uma nova missão de teste não tripulada em 2018 e uma primeira expedição humana tripulada em 2021, circundando a Lua.

## Origens
Em 14 de janeiro de 2004, o presidente dos Estados Unidos, George W. Bush, anunciou a construção do Crew Exploration Vehicle (CEV) como parte da política espacial americana Vision for Space Exploration. O veículo espacial era parcialmente uma reação ao acidente do ônibus espacial Columbia, e ao relatório da comissão criada para analisar as causas do desastre, e   às descobertas subsequentes, além de uma revisão do programa espacial norte-americano feita pela Casa Branca. A Vision for Space Exploration acabou sendo desenvolvida como Programa Constellation, o CEV acabou sendo denominado Orion Crew Exploration Vehicle, em homenagem à constelação do mesmo nome.
O Programa Constellation propunha a criação do Orion CEV com duas variantes. A nave cargueira não-tripulada e voos com tripulação, como apoio às expedições na Estação Espacial Internacional e como um transporte para voltar à Lua. Dividida em duas partes principais, um módulo de comando em forma de cone e um módulo de serviço cilíndrico. Contendo o sistema de propulsão da nave e suprimentos de consumo ,foram projetados, baseados no desenho das naves Apollo que voaram entre 1967 e 1975.
O desenho da nave incluía um módulo de serviço para suporte à vida e propulsão própria, inicialmente previsto para aterrar em terra firme com o auxílio de airbags, mas depois mudado para pouso no mar, também como as antigas Apollo. A nave completa deveria pesar cerca de 25 toneladas, menos que as 33 toneladas do conjunto módulo de comando/serviço das Apollo. O módulo de comando pesaria cerca de 9,8 toneladas, mais do que o módulo de comando da Apollo (6,4 tons). Com um diâmetro de 5 metros, maior que os 3,8 m das Apollo, proporcionaria 2,9 vezes mais volume interno.
A nave deveria ser lançada por um foguete leve Ares I para a órbita baixa da Terra onde se acoplaria com o Módulo Lunar Altair, lançado antes por um foguete mais pesado, Ares V, para as expedições lunares. Entretanto, em 11 de outubro de 2010, por questões orçamentárias, o presidente Barack Obama cancelou o Programa Constellation, encerrando o desenvolvimento do módulo Altair e dos dois foguetes programados. Apenas o Orion Crew Exploration Vehicle (CEV), renomeado como Orion Multi-Purpose Crew Vehicle (MPCV), foi mantido, com lançamento a ser feito pelo Space Launch System.

## Características
A Orion MPCV se assemelha em aparência com suas predecessoras Apollo mas a similaridade é limitada ao desenho de ambas. Sua tecnologia e capacidade são muito mais avançadas. Ela é planejada para suportar missões de maior duração no espaço profundo e pode carregar até seis astronautas por mais de 21 dias e até 6 meses. Durante o período de repouso no espaço, o suporte à vida da tripulação deve ser fornecido por outro módulo como o Deep Space Habitat, um módulo em tamanho menor e derivado das condições de conforto da ISS. A propulsão, proteção termal e sistemas aviônicos foram planejados para serem modernizados à medida que novas tecnologias sejam descobertas. Ela inclui módulo de comando e de serviço assim como um adaptador de espaçonaves.
O módulo destinado à tripulação é maior que o da Apollo e pode acomodar mais tripulantes para missões espaciais curtas ou longas. O módulo de serviço, além de fornecer propulsão, estoca a água e o oxigênio da tripulação. Sua estrutura também foi desenhada para permitir o transporte de carga e de experimentos científicos.

### Módulo de Comando
É a cápsula que serve de habitação para os tripulantes, fornece armazenamento para materiais de consumo e instrumentos de pesquisa e serve como porto de acoplagem para transferência de tripulações. É a única parte da espaçonave que retorna à Terra após a missão e tem um formato de tronco de bases paralelas a 57.5º, similar ao Módulo de Comando da Apollo. Tem 5m de diâmetro por 3,3m de altura, com uma massa de cerca de 8,6 toneladas. Com mais de 50% de volume interno do que as cápsulas Apollo, carrega até seis tripulantes, o dobro das antigas missões à Lua.

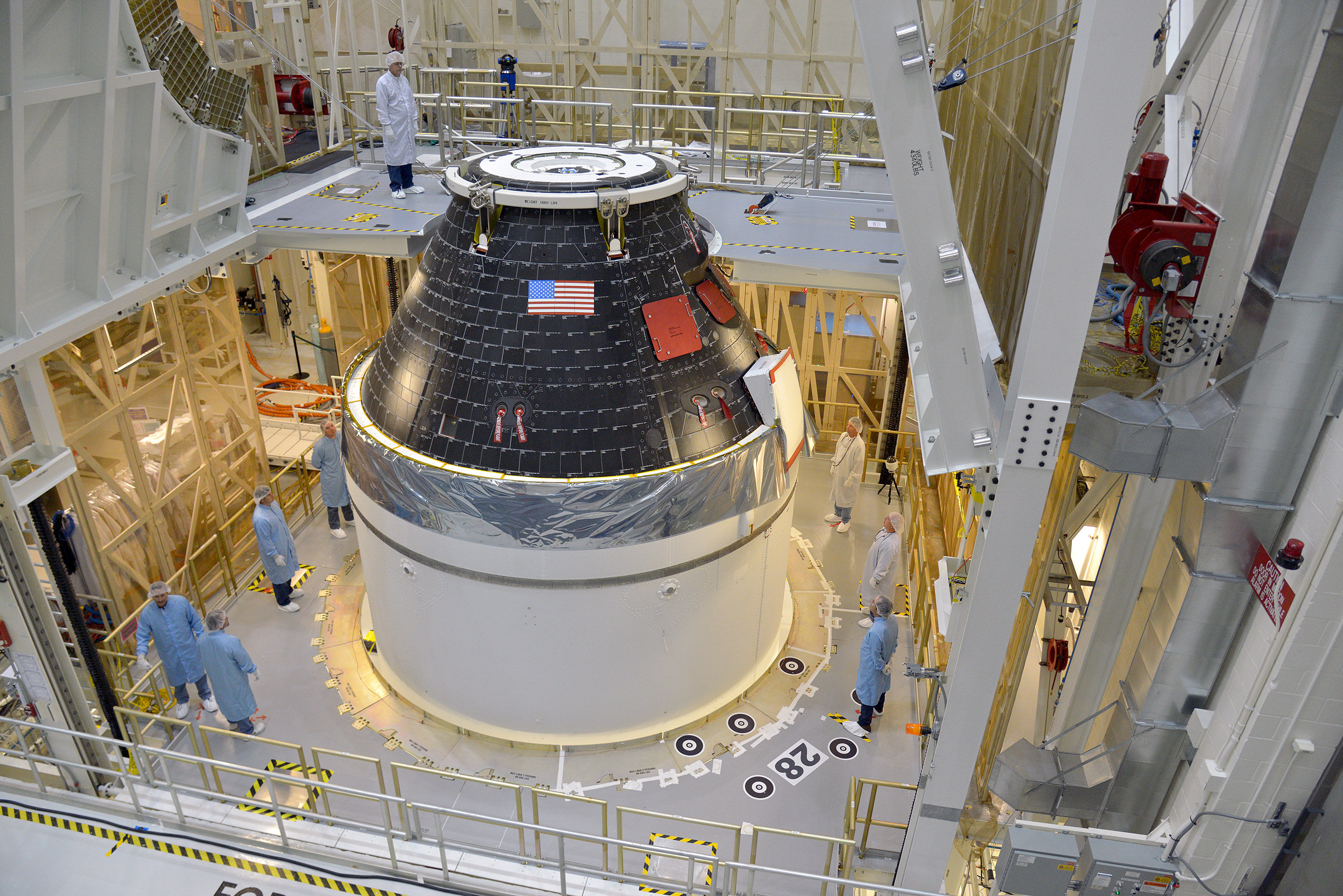
O módulo de comando da Orion pronto para o primeiro lançamento-teste no Centro Espacial Kennedy.

A proteção termal da cápsula é feita de um produto chamado Avcoat, também usado anteriormente nas Apollo e nos ônibus espaciais, composto de fibras de sílica com uma resina em um favo feito de fibra de vidro e resina fenólica. Algumas das novas tecnologias usadas pela Orion são um sistema de acoplagem automática (existente apenas hoje nas naves cargueiras não-tripuladas), sistema de computadores superiores aos existentes em qualquer espaçonave atual, sistemas digitais de controle derivados do Boeing 787 Dreamliner, o mais avançado avião da Boeing, incluindo controle de voz, melhoria das instalações de gestão de resíduos, com um banheiro de estilo acampamento em miniatura e o "tubo de alívio" unissex usado no ônibus espacial (cujo sistema foi baseado no utilizado no Skylab) e da Estação Espacial Internacional (com base nas estações soviéticas Salyut e MIR). Isso elimina o uso da odiada "fralda de plástico" usada pelos tripulantes das Apollo e das naves russas Soyuz. Além disso, um novo sistema de mistura de oxigênio/nitrogênio é usado na composição da atmosfera do interior da nave, que permite que o ar respirado tenha mesma pressão do nível do mar ou ligeiramente reduzido.
A cápsula é construída com uma liga de alumínio-lítio, igual à usada no tanque externo do ônibus espacial e nos foguetes Delta IV e Atlas V. É coberta com o mesmo tipo de cobertura termal Nomex usada em partes do ônibus espacial não submetidas a calor tão intenso como as portas da baia de carga. Os paraquedas reutilizáveis são baseados no mesmo modelo usado pelas Apollo e nos foguetes propulsores auxiliares do ônibus espacial, que após consumirem seu combustível no lançamento se desligam do tanque principal e caem no mar de paraquedas para posterior recolhimento e reutilização.
Para permitir que ela acople com outras naves espaciais, o MC da Orion é equipado com o NASA Docking System, mecanismo de acoplagem desenvolvido para ela, similar ao usados pelos ônibus espaciais para acoplagem com a ISS. Ela também possui um sistema de escape de emergência durante o lançamento, o Launch Escape System, assim como uma capa protetora feita de fiberglass para protegê-la de tensões aerodinâmicas e de impacto durante os 2,5 minutos de subida. Seus projetistas asseguram que a Orion é dez vezes mais segura durante a subida e a reentrada que os ônibus espaciais.

### Módulo de serviço
Num primeiro momento, após indecisões sobre a fabricação de um MS por questões orçamentárias após o fim do Programa Constellation, a direção da NASA e do programa Orion anunciou que a ela usaria um já existente ATV, os veículos de carga europeus desenvolvidos pela ESA para suporte das tripulações da Estação Espacial Internacional, como módulo de serviço para o módulo de comando da Orion. Com a evolução dos estudos, a NASA decidiu que um módulo exclusivo seria construído pela ESA para a nave, com hardware derivado dos atuais ATV, através da Airbus Defence and Space, em Bremen, na Alemanha.

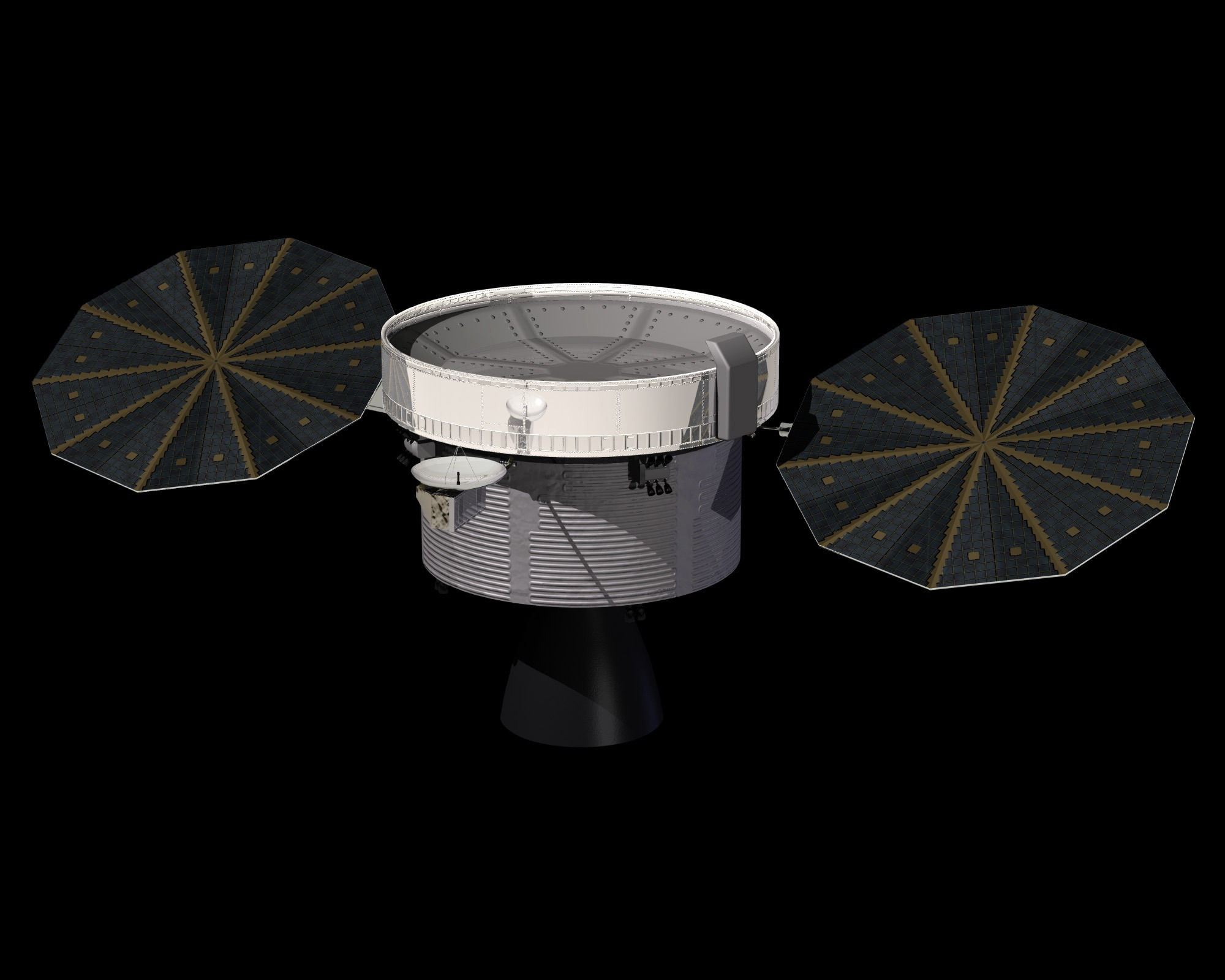
O projeto inicial do módulo de serviço.

Pelos antigos estudos de design, que deverão ser mantidos em sua maioria pelos planejadores europeus do novo módulo, ele terá uma uma forma cilíndrica, será construído com uma liga de alumínio-lítio (baixo peso) como o módulo da tripulação e terá um par de painéis solares redondos, similares aos usados pela sonda espacial Phoenix, enviada a Marte em 2007. Os painéis, os primeiros usados por uma nave espacial tripulada norte-americana, permitirão à NASA eliminar o transporte de células de força reserva para prevenção de anomalias do funcionamento geral módulo de serviço assim como seu pesado hardware específico, resultando numa nave menor, mais leve e de maior maneabilidade. A massa projetada do módulo vazio é de 3.700 kg e de 8.300 kg com a carga completa de combustível.
No teste inicial da Orion em 5 de dezembro de 2014, porém, o módulo de serviço que foi usado, construído pela Lockheed Martin, não tinha todos os componentes do módulo final a ser construído pela ESA. Para este primeiro voo, que durou apenas 4 horas e meia não teve astronautas a bordo, todas as funções planejadas para o MS não serão necessárias. Em vez disso o módulo provisório irá apenas prover uma representação estrutural do módulo definitivo. Este módulo incluirá componentes de resfriamento, simuladores de massa e instrumentação de desenvolvimento de voo, assim como o mecanismo de separação entre os dois módulos, necessário para as futuras missões tripuladas. Além disso, ele deverá comprovar poder suportar o peso do módulo de comando e do sistema de abortagem de lançamento, um total de 17.000 kg durante o lançamento em Cabo Canaveral, e resistir à toda vibração, calor e velocidade do vento provocados na estrutura. Painéis de 4mx4,3m chamados de carenagem, deverão envolver toda a estrutura interna do módulo de serviço.
O módulo de serviço definitivo da Orion deverá ser entregue pela ESA em 2018, para ser usado na Exploration Mission 1, a segunda missão teste da nave, que deverá realizar uma trajetória translunar – ida e volta à Lua circundando o satélite – numa missão de sete dias de duração, nos mesmos moldes da feita pela Apollo 8 em 1968.

### Sistema de abortagem de lançamento
A Orion é a primeira espaçonave norte-americana desde o Programa Apollo a ser equipada com um sistema de escape de emergência. Assim como o módulo de comando da Apollo, o  Launch Escape System (LES) da Orion possui um potente foguete de combustível sólido na ponta do conjunto foguete-cápsula, capaz de ejetar o módulo de comando e sua tripulação para longe do foguete se ele apresentar algum defeito durante o lançamento inicial, até o momento em que o primeiro estágio seja ejetado.
Baseado no sistema usado pelas naves  Soyuz, o LES a ser usado pela Orion será maior que os da espaçonave russa e terá mais empuxo que todo o foguete Atlas 6 usado para colocar o astronauta John Glenn em órbita em 1962.

## Missões planejadas
| Acrônico | Nome da Missão            | Data do Lançamento    | Foguete        | Duração    | Observações                                                                                                 |
| -------- | ------------------------- | --------------------- | -------------- | ---------- | --- |
| EFT-1    | Exploration Flight Test 1 | 5 de dezembro de 2014 | Delta IV Heavy | 4h 24min   | Cápsula não-tripulada colocada em órbita elíptica alta, num total de duas órbitas e cerca de 5 horas de voo |
| EM-1     | Exploration Mission 1     | 2017                  | SLS Block I    | 7–10 dias  | Orion não-tripulada colocada em trajetória translunar.                                                      |
| EM-2     | Exploration Mission 2     | 2026                  | SLS Block I    | indefinida | Orion com tripulação de dois astronautas ao encontro de um asteróide capturado em órbita lunar.             |
| EM-3     | Exploration Mission-3     | Indefinido            | SLS Block IA   |            | Indefinido                                                                                                  |

## Primeiro teste

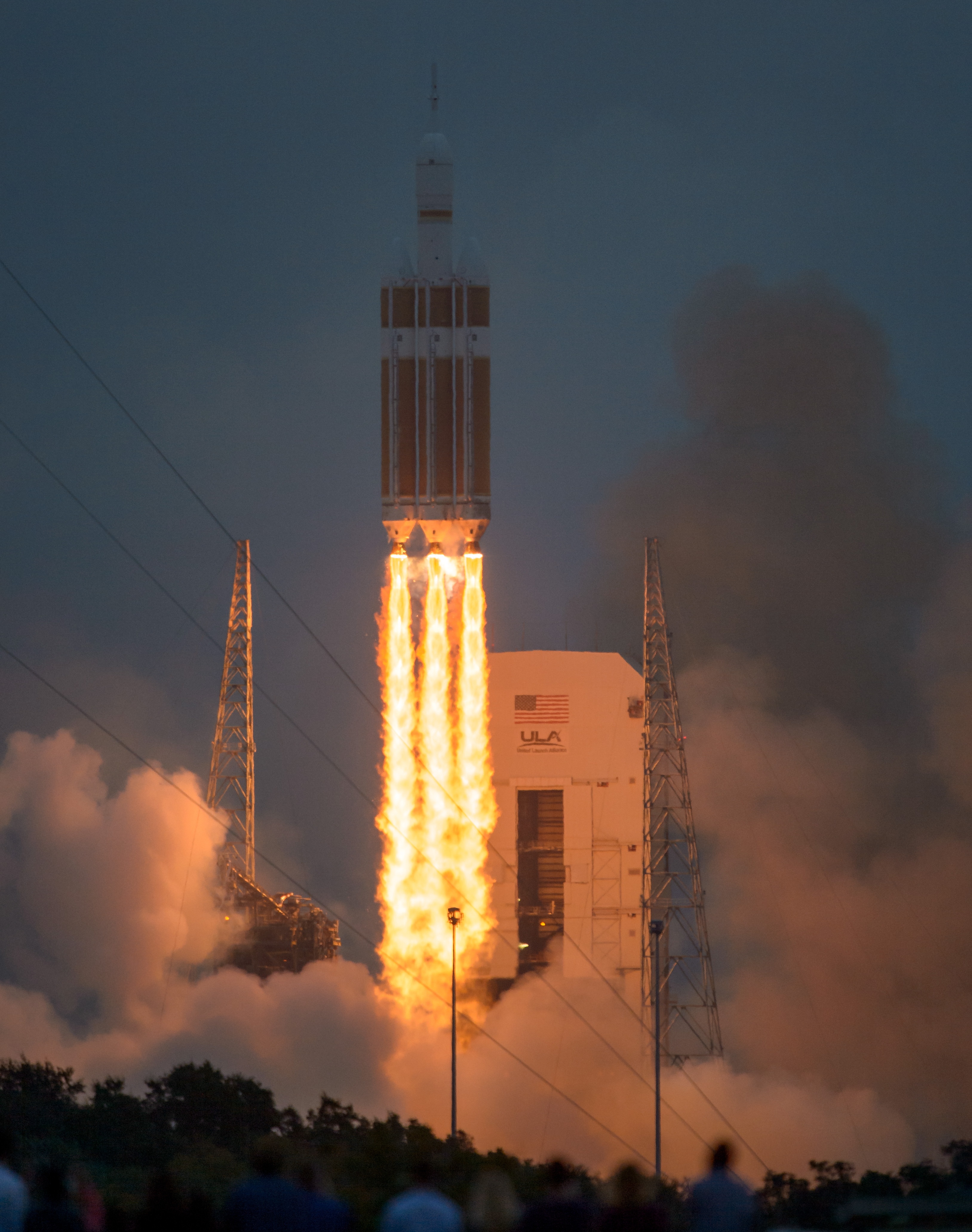
A Orion lançada de Cabo Kennedy para seu primeiro teste não-tripulado.

Inicialmente previsto para 4 de dezembro de 2014, o teste não pôde ser realizado devido a ventos acima do ideal, um barco encontrado em águas do Oceano Atlântico interditadas por segurança durante o período de lançamento e especialmente problemas de vazamento em válvulas do foguete  Delta IV Heavy, não puderam ser resolvidos a contento durante o período propício da janela de lançamento e ele foi adiado por 24 horas.
Após o adiamento para o dia seguinte, em 5 de dezembro foi feito o lançamento da espaçonave, às 07:03, hora local de Cabo Kennedy, sem tripulação, para o teste que consistiu em realizar duas órbitas em volta da Terra, uma delas a mais de 5,8 mil km de distância, dentro do Cinturão de Van Allen, testar equipamento críticos de segurança, fazer análises das estruturas da nave e retornar pousando no oceano.  Apesar de não levar tripulantes, a Orion levou ao espaço amostras do solo lunar, partes de um fóssil de dinossauro e uma gravação do movimento "Marte" da obra de Gustav Holst, "Os Planetas".
Depois de cumprir o planejado, num voo de cerca de 4h30min, a cápsula pousou no Oceano Pacífico, 1000 km a oeste de San Diego, às 08:29, hora local, onde foi recolhida do oceano pelas equipes de resgate da NASA e da Marinha, a bordo do navio de apoio USS Anchorage. A agência espacial informou que a nave funcionou quase à perfeição e que pousou no mar apenas uma milha fora do ponto previsto.